# Шовк (Marvel Comics)
Шовк (англ. Silk), справжнє ім'я Сінді Мун (англ. Cindy Moon) — супергероїня, що з’являється в коміксах американського видавництва Marvel Comics. Створена сценаристом Деном Слоттом і художником Умберто Рамосом, вона вперше з’явилась у The Amazing Spider-Man #1 (квітень 2014 року). Сінді Му — корейсько-американська школярка, яку вкусив той самий радіоактивний павук, що наділив здібностями Пітера Паркера, більш відомого як Людина-павук.

## Історія публікації
Перші появи персонажа відбулись у The Amazing Spider-Man vol. 3 #1 у вигляді безіменних камео. Повноцінний дебют Шовк відбувся у номері #4 тієї ж серії (липень 2014 року) в рамках сюжету Original Sin. У лютому 2015 року стартувала її сольна серія з Роббі Томпсоном як сценаристом та Стейсі Лі як художницею. Перша серія завершилась під час подій Secret Wars, після чого почався другий том, який також написав Томпсон і який завершився на 19-му випуску.
Шовк стала частиною оновленої команди Агенти Атласу, яка з'явилась у зв'язку з подіями War of the Realms і отримала власну обмежену серію з п’яти випусків. Третя сольна серія була анонсована на липень 2020 року, однак її вихід відтермінували через пандемію COVID-19; серію випустили в березні 2021-го. Четверта серія з'явилась у січні 2022 року, а п’ята — в травні 2023-го. У створенні останніх брала участь сценаристка Емілі Кім; художником був Такеші Міядзава (у 2023 році до нього приєднався Іґ Ґуара).

## Вигадана біографія
Сінді Мун — донька науковців Альберта та Нарі Мунів, а також сестра Альберта Муна-молодшого. Під час наукової демонстрації радіоактивна павутина випадково опромінює павука, який перед смертю кусає підлітка Пітера Паркера. Миттєво після цього павук кусає також Сінді. Її здібності виявляються досить швидко, зокрема вона починає випускати органічну павутину (на відміну від Паркера), але не здатна їх контролювати. Згодом з нею зв’язується Ізекіль Сімс, який допомагає опанувати здібності, однак врешті ізолює Сінді у спеціальному сховищі, щоб захистити її від Морлуна.

### Original Sin
Через сім років, під час подій Original Sin, Людина-павук знаходить сховище, в якому тримали Сінді, і звільняє її. Спершу вона агресивно реагує на його появу, але дізнавшись, що Морлун начебто мертвий, погоджується залишити сховок. Вийшовши у місто, вона створює собі костюм з павутини й приймає ім’я Шовк. Дізнавшись, що її родина переїхала, Шовк засмучується, а між нею та Пітером спалахує сильний фізичний потяг, пов'язане з павучим чуттям. Згодом Шовк приєднується до Пітера в боротьбі з Чорною кішкою та Електро. Вона проявляє виняткову спритність і допомагає зупинити катастрофу, рятуючи гелікоптер і створюючи захисну павутинну капсулу для нейтралізації вибуху. Після цього Сінді влаштовується на роботу в інформаційне агентство Fact Channel, щоб за допомогою ресурсів компанії знайти свою родину.

## Сили й здібності
Шовк має схожі на Пітера Паркера здібності: надлюдську силу, швидкість, витривалість, рефлекси, рівновагу, здатність прилипати до поверхонь і випускати павутину з кінчиків пальців. На момент їхньої першої зустрічі Пітер зазначив, що Сінді швидша за нього, але не така сильна. Її чуття небезпеки, відоме як «шовкове чуття», набагато гостріше за нього.

## Колекційні видання
| Назва                                             | Випуски | Дата публікації   | ISBN              |
| ------------------------------------------------- | --- | ----------------- | ----------------- |
| Silk Vol. 0: The Life and Times of Cindy Moon     | Silk (vol. 1) #1–7 | 8 грудня 2015     | 978-0785197041    |
| Silk Vol. 1: Sinister                             | Silk (vol. 2) #1–6; The Amazing Spider-Man (vol. 3) #1 (Silk story) | 7 червня 2016     | 978-0785199571    |
| Spider-Women                                      | Silk (vol. 2) #7–8, Spider-Gwen (vol. 2) #7–8; Spider-Woman (vol. 6) #6–7 | 26 липня 2016     | 978-1302900939    |
| Silk Vol. 2: The Negative                         | Silk (vol. 2) #9–13 | 3 січня 2017      | 978-0785199588    |
| Silk Vol. 3: The Clone Conspiracy                 | Silk (vol. 2) #14–19 | 22 серпня 2017    | 978-1302905934    |
| Amazing Spider-Man & Silk: The Spider(fly) Effect | The Amazing Spider-Man & Silk: The Spider(fly) Effect #1–4 | 4 жовтня 2016     | 978-1302902315    |
| Silk: Out of the Spider-Verse Vol. 1              | The Amazing Spider-Man (vol. 4) #4–6, Silk (vol. 1) #1–7; Silk (vol. 2) #1–6 | 2 березня 2021    | 978-1302928735    |
| Silk: Out of the Spider-Verse Vol. 2              | The Amazing Spider-Man & Silk: The Spider(fly) Effect #1–4, Spider-Women Alpha #1, Spider-Gwen (vol. 2) #7–8, Silk (vol. 2) #7–8, Spider-Woman (vol. 6) #6–7, Spider-Women Omega #1 | 6 липня 2021      | 978-1302929886    |
| Silk: Out of the Spider-Verse Vol. 3              | Silk (vol. 2) #9–19 | 7 грудня 2021     | 978-1302931704    |
| Silk Vol. 1: Threats and Menaces                  | Silk (vol. 3) #1–5 | 25 листопада 2021 | 978-1302924393    |
| Silk Vol. 2: Age of the Witch                     | Silk (vol. 4) #1–5 | 19 липня 2022     | 978-1302932794    |
| Silk Vol. 3: Nightmare Boulevard                  | Silk (vol. 5) #1–5 | 6 грудня 2023     | 978-1-302-94952-5 |

## Сприйняття

### Оцінки
У 2017 році сайт Gizmodo поставив Сінді Мун на третє місце у рейтингу «Найвеличніші Жінки-павуки всіх часів». Screen Rant назвав її четвертою серед «28 супергероїв Marvel з павучими здібностями» і тринадцятою серед усіх членів «Сім’ї Людини-павука». У 2020 році Scary Mommy додав Сінді до списку «195+ героїчних жінок Marvel». Того ж року CBR.com визнав її однією з найсильніших учасниць команди Агенти Атласу, розмістивши її на шостому місці. У 2022 році Screen Rant поставив версію Шовк з Землі-65 на сьоме місце у рейтингу наймогутніших антагоністів Шовк.